# Allentown (Billy Joel)
"Allentown" è una canzone del cantante americano Billy Joel, prima traccia dell'album del 1982 The Nylon Curtain, accompagnata da un video musicale. "Allentown" ha raggiunto la posizione 17 nella Billboard Hot 100, rimanendovi per sei settimane consecutive. Nonostante non sia mai andata oltre tale posizione, fu abbastanza popolare per essere inserita alla posizione 43 nella classifica di fine anno della Billboard Hot 100.
La canzone è successivamente stata inclusa negli album di Billy Joel Greatest Hits: Volume II (1985), Концерт (1987), 2000 Years: The Millennium Concert (2000), The Essential Billy Joel (2001), 12 Gardens Live (2006) e Live at Shea Stadium: The Concert (2011).